# Ryūhō (porta-aviões)
Ryūhō (龍鳳) foi um porta-aviões leve adaptado  da Marinha Imperial do Japão que atuou durante a Segunda Guerra Mundial. A embarcação foi lançada como navio tender com o nome de Taigei (大鯨), e foi utilizada na Segunda Guerra Sino-Japonesa. A sua conversão para porta-aviões não foi bem-sucedida, por ser um navio pequeno, com estrutura frágil e com velocidade baixa. O Ryūhō foi usado principalmente como um transporte de aeronaves e para fins de treinamento, embora também estivesse envolvida em várias missões de combate, incluindo a Batalha do Mar das Filipinas.

## Histórico
O Tratado Naval de Londres impôs limitações à construção de novos navios de guerra de grande porte para as principais potências mundiais. A Marinha Imperial japonesa contornou o Tratado construindo embarcações auxiliares, tais como petroleiros e navios tender, projetados para que pudessem ser convertidos rapidamente em porta-aviões em caso de guerra. Taigei foi um deste barcos, projetado e construído como parte do 1º Programa de Armamento Naval de 1932.

## Projeto técnico
Embora o Taigei tenha sido projetado desde o início para uma possível conversão em porta-aviões, o projeto provou ter muitas deficiências. O desenho básico do casco resultou em um navio com  baixa estabilidade. A utilização de solda com arco elétrico na construção do casco foi uma técnica inovadora para a época e reduziu o tempo de construção. A falta de experiência com este tipo de procedimento ocasionou muitas soldas fracas, e o navio sofreu fissuras frequentes. A divisão inadequada dos compartimentos estanque abaixo da linha de água, combinada com a construção fraca de seu casco, também tornou o navio vulnerável em situações de combate. A nova embarcação também teve um baixo desempenho de seus motores diesel, gerando uma potência apenas a metade da esperada.
A conversão do Taigei em um porta-aviões implicou na adição de uma plataforma de voo com 185 m de comprimento por 23 m de largura, e a construção de dois elevadores que transportava os aviões de combata do convés de voo ao deck do hangar abaixo. Também foram substituídos os motores diesel por turbinas a vapor. Na fase inicial da guerra o porta-aviões operava com 31 aeronaves, em agosto de 1944 o convés de voo foi alongado para 198,1 m, aumentando o número de aeronaves embarcadas para 36.

## Operações de guerra

### Como navio tenderTaigei
De 1938 a 1940 durante a Segunda Guerra Sino-Japonesa, o Taigei realizou operações normais nas águas ao norte e sul do Japão, com a missão principal de apoiar as operações submarinas na costa da China. o navio tinha a sua base no porto de Kure.
Em 20 de dezembro de 1941 atracou no Arsenal Naval de Yokosuka para os serviços de adaptação como navio porta-aviões. Em 18 de abril de 1942, ainda na doca foi bombardeado e avariado por um avião B-25 da operação Doolittle que foi o primeiro ataque direto dos Estados Unidos as ilhas japonesas após o ataque a Pearl Harbor.

### Como porta-aviõesRyūhō
Do final de 1942 até 1944, o navio operou como navio de treinamento e de escolta. Em sua primeira patrulha em 12 de dezembro 1942, o navios foi atingido por um único torpedo a estibordo lançado do submarino USS Drum perto de Hachijo-jima, e imediatamente foi forçado a retornar a Yokosuka para reparos de emergência e permaneceu fora de operação até o início 1943.
Em em 19 de março de 1945, perto do porto de Kure, o porta-aviões sofreu um severo ataque aéreo, o que ocasionou a inutilização de sua plataforma de voo, a destruição de uma de suas caldeiras que explodiu, incendiando parte do navio, que assim mesmo retornou ao porto, quando foi considerado sem condições para ser recuperado.

#### Missão final
Em 31 de dezembro de 1944, Ryūhō navegou para Taiwan com uma carga de 58 aviões Yokosuka MXY-7 Ohka kamikaze. Acompanhando-a tinha nove petroleiros vazios com destino a Singapura, e os contratorpedeiros Hamakaze, Isokaze, Yukikaze, Shigure e Hatakaze.

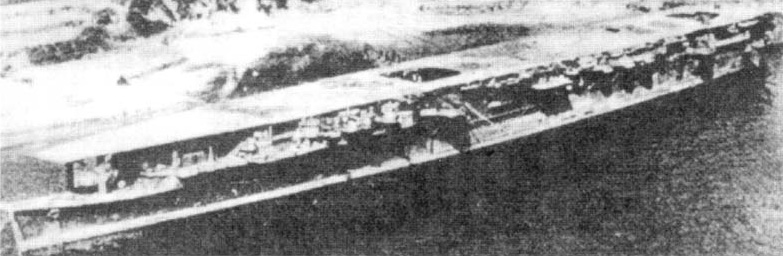
Porta-aviões Ryūhō fotografado por aeronave da Marinha dos Estados Unidos em Kure em 1945.